# Galaxius Mons
Galaxius Mons és una estructura geològica del tipus mons a la superfície de Mart, situada amb el sistema de coordenades planetocèntriques a -34.92 ° de latitud N i 142.51 ° de longitud E. Fa 22.23 km de diàmetre. El nom va ser fet oficial per la UAI l'any 1991 i pren el nom d'una característica d'albedo.